# 石川町
石川町（いしかわまち）は、福島県石川郡に属する町。中通り南部に位置する。

## 地理

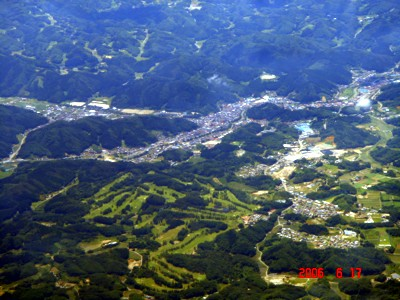
石川町の航空写真

町の中心部を流れる今出川は、北東の母畑湖（ぼばたこ）から流れる北須川と合流し、西へ向かう。南の浅川町から流れる社川と合流し北に流れ、町の北西端で阿武隈川と合流する。
郵便番号は町内全域が「963-78xx」である。電話番号は、市外局番が0247、市内局番がNTTが原則26、または56である。
河川
- 阿武隈川
- 社川

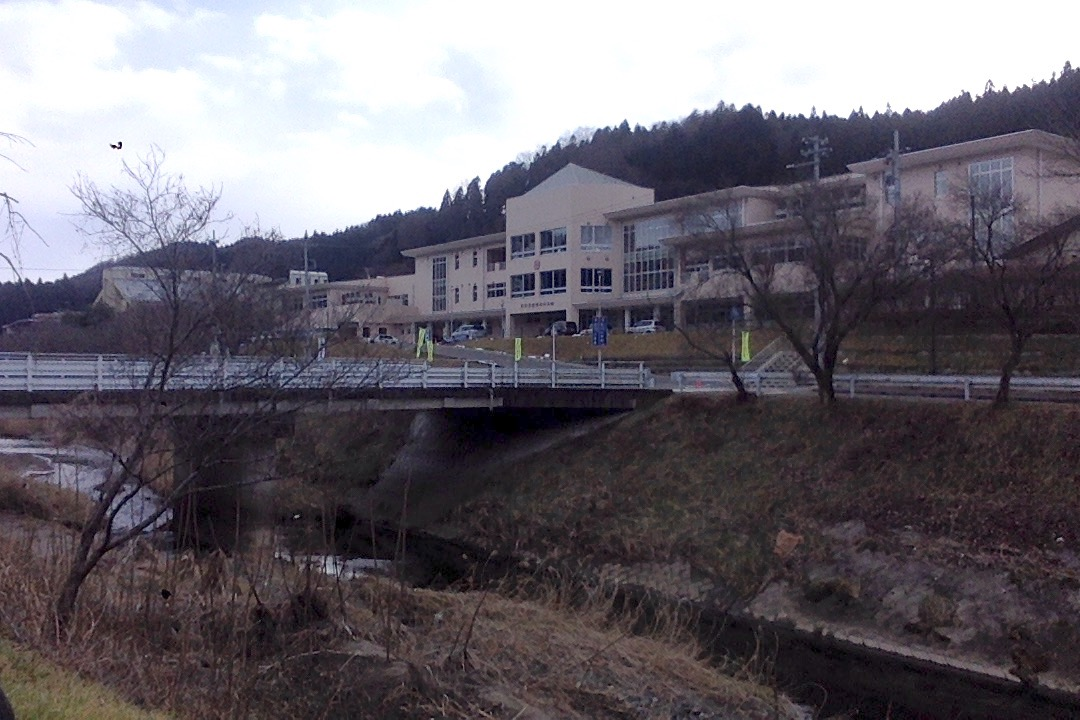
今出川
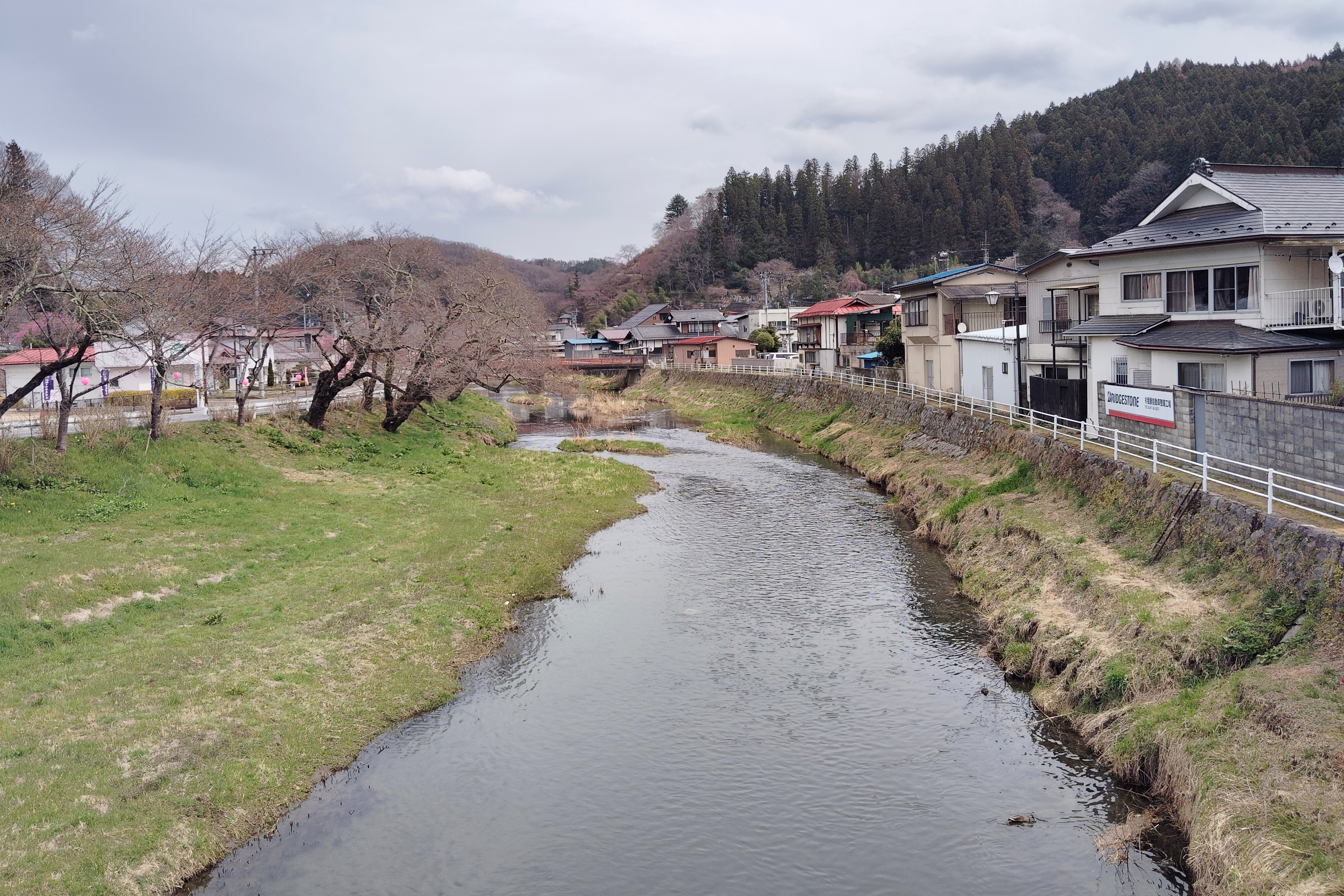
北須川
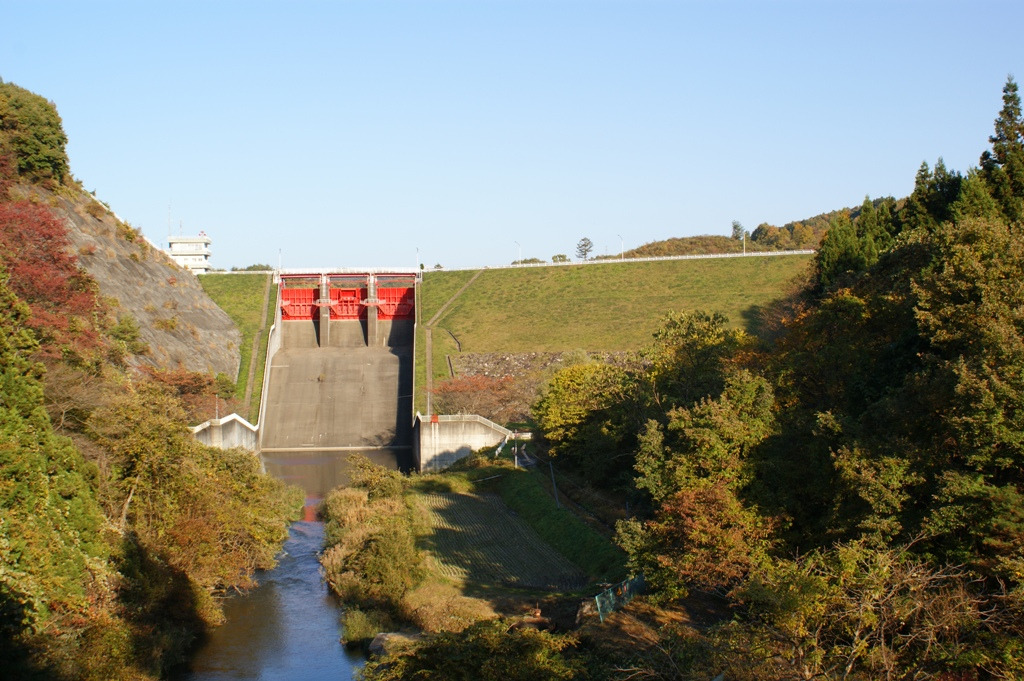
千五沢ダム
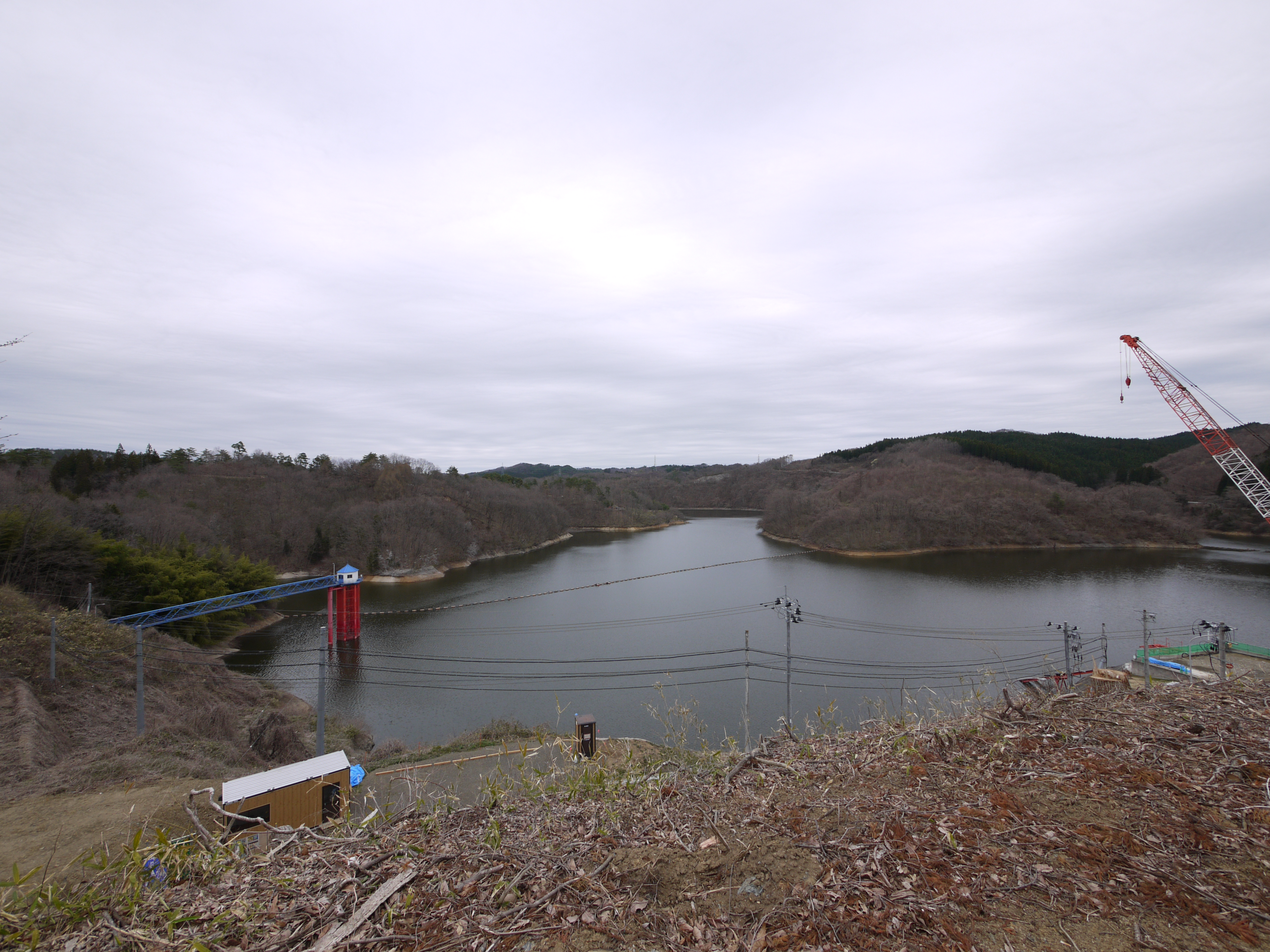
母畑湖
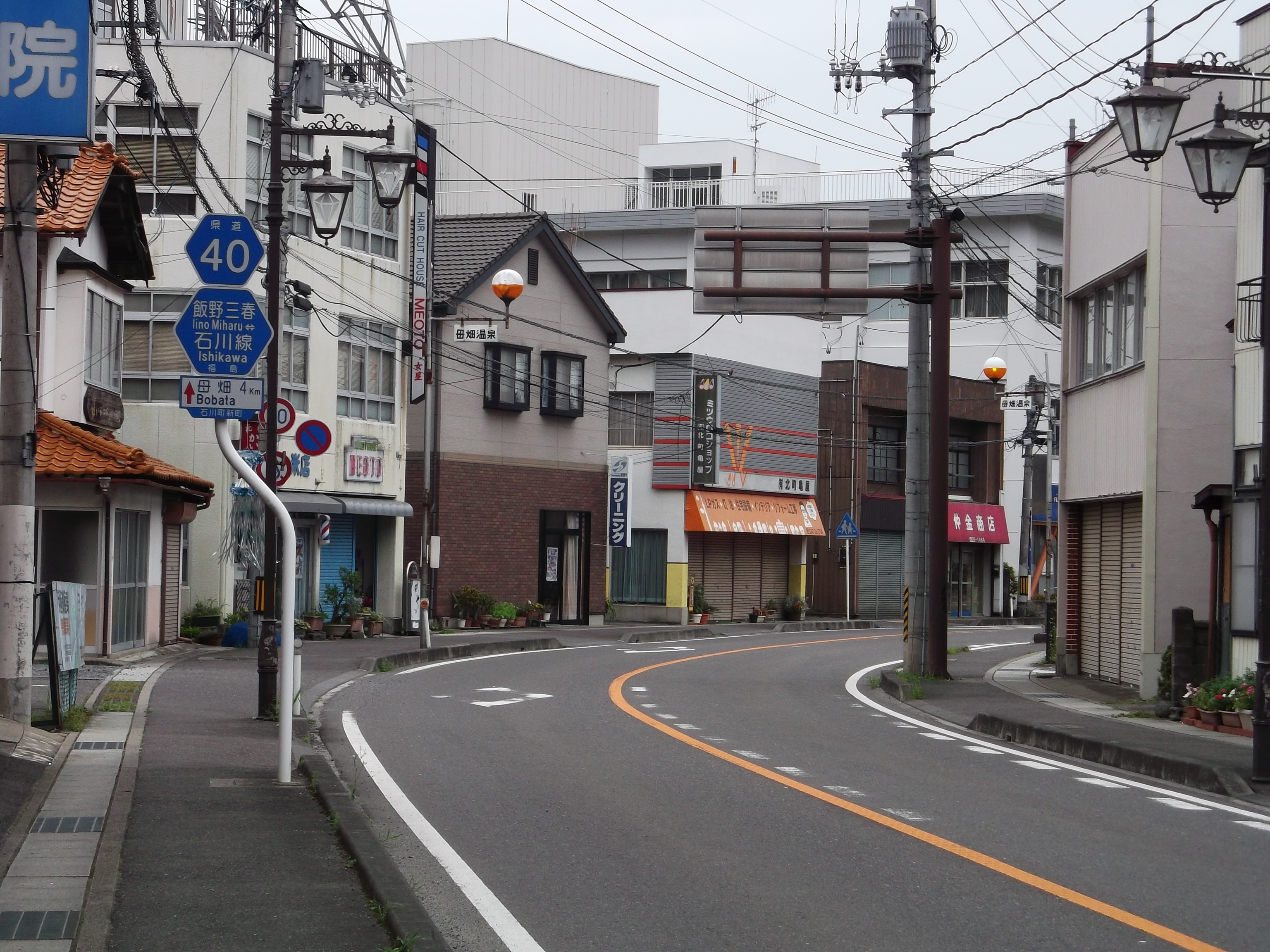
石川町中心部

湖沼
- 母畑湖 - 千五沢ダムのダム湖。

### 隣接している自治体
- 白河市
- 石川郡古殿町
- 石川郡浅川町
- 石川郡玉川村
- 石川郡平田村
- 西白河郡中島村
- 西白河郡矢吹町
- 東白川郡鮫川村

- 今出川
- 北須川
- 千五沢ダム
- 母畑湖
- 石川町中心部

### 人口
| 石川町（に相当する地域）の人口の推移 \| 1970年（昭和45年） \| 22,423人 \| \| \| 1975年（昭和50年） \| 21,893人 \| \| \| 1980年（昭和55年） \| 21,731人 \| \| \| 1985年（昭和60年） \| 21,727人 \| \| \| 1990年（平成2年） \| 21,534人 \| \| \| 1995年（平成7年） \| 21,026人 \| \| \| 2000年（平成12年） \| 19,914人 \| \| \| 2005年（平成17年） \| 18,921人 \| \| \| 2010年（平成22年） \| 17,775人 \| \| \| 2015年（平成27年） \| 15,880人 \| \| \| 2020年（令和2年） \| 14,644人 \| \| |          |  |
| 総務省統計局 国勢調査より |          |  |
| 1970年（昭和45年） | 22,423人 |  |
| 1975年（昭和50年） | 21,893人 |  |
| 1980年（昭和55年） | 21,731人 |  |
| 1985年（昭和60年） | 21,727人 |  |
| 1990年（平成2年） | 21,534人 |  |
| 1995年（平成7年） | 21,026人 |  |
| 2000年（平成12年） | 19,914人 |  |
| 2005年（平成17年） | 18,921人 |  |
| 2010年（平成22年） | 17,775人 |  |
| 2015年（平成27年） | 15,880人 |  |
| 2020年（令和2年） | 14,644人 |  |

### 気候
| 石川（1991年 - 2020年）の気候      | 石川（1991年 - 2020年）の気候 | 石川（1991年 - 2020年）の気候 | 石川（1991年 - 2020年）の気候 | 石川（1991年 - 2020年）の気候 | 石川（1991年 - 2020年）の気候 | 石川（1991年 - 2020年）の気候 | 石川（1991年 - 2020年）の気候 | 石川（1991年 - 2020年）の気候 | 石川（1991年 - 2020年）の気候 | 石川（1991年 - 2020年）の気候 | 石川（1991年 - 2020年）の気候 | 石川（1991年 - 2020年）の気候 | 石川（1991年 - 2020年）の気候 |
| 月                                 | 1月                           | 2月                           | 3月                           | 4月                           | 5月                           | 6月                           | 7月                           | 8月                           | 9月                           | 10月                          | 11月                          | 12月                          | 年                            |
| ---------------------------------- | ----------------------------- | ----------------------------- | ----------------------------- | ----------------------------- | ----------------------------- | ----------------------------- | ----------------------------- | ----------------------------- | ----------------------------- | ----------------------------- | ----------------------------- | ----------------------------- | ----------------------------- |
| 最高気温記録 °C （°F）             | 15.5 (59.9)                   | 20.3 (68.5)                   | 24.3 (75.7)                   | 30.5 (86.9)                   | 35.5 (95.9)                   | 36.2 (97.2)                   | 37.8 (100)                    | 37.7 (99.9)                   | 35.3 (95.5)                   | 30.1 (86.2)                   | 24.6 (76.3)                   | 20.7 (69.3)                   | 37.8 (100)                    |
| 平均最高気温 °C （°F）             | 5.3 (41.5)                    | 6.4 (43.5)                    | 10.5 (50.9)                   | 16.8 (62.2)                   | 22.2 (72)                     | 25.2 (77.4)                   | 28.7 (83.7)                   | 30.0 (86)                     | 25.6 (78.1)                   | 19.6 (67.3)                   | 13.9 (57)                     | 8.2 (46.8)                    | 17.7 (63.9)                   |
| 日平均気温 °C （°F）               | 0.3 (32.5)                    | 1.0 (33.8)                    | 4.5 (40.1)                    | 10.2 (50.4)                   | 15.6 (60.1)                   | 19.4 (66.9)                   | 23.2 (73.8)                   | 24.1 (75.4)                   | 20.0 (68)                     | 13.9 (57)                     | 7.9 (46.2)                    | 2.8 (37)                      | 11.9 (53.4)                   |
| 平均最低気温 °C （°F）             | −3.7 (25.3)                   | −3.4 (25.9)                   | −0.6 (30.9)                   | 4.2 (39.6)                    | 9.8 (49.6)                    | 14.9 (58.8)                   | 19.2 (66.6)                   | 20.1 (68.2)                   | 16.0 (60.8)                   | 9.5 (49.1)                    | 3.1 (37.6)                    | −1.4 (29.5)                   | 7.3 (45.1)                    |
| 最低気温記録 °C （°F）             | −13.7 (7.3)                   | −13.4 (7.9)                   | −14.9 (5.2)                   | −5.0 (23)                     | 0.0 (32)                      | 5.6 (42.1)                    | 9.1 (48.4)                    | 10.8 (51.4)                   | 3.9 (39)                      | −0.7 (30.7)                   | −5.0 (23)                     | −12.3 (9.9)                   | −14.9 (5.2)                   |
| 降水量 mm （inch）                 | 46.8 (1.843)                  | 37.8 (1.488)                  | 78.8 (3.102)                  | 94.5 (3.72)                   | 101.1 (3.98)                  | 126.2 (4.969)                 | 187.5 (7.382)                 | 165.6 (6.52)                  | 185.3 (7.295)                 | 150.3 (5.917)                 | 65.4 (2.575)                  | 42.3 (1.665)                  | 1,281.5 (50.453)              |
| 平均降水日数 （≥1.0 mm）           | 5.8                           | 5.5                           | 9.0                           | 9.7                           | 10.6                          | 12.9                          | 14.5                          | 11.7                          | 12.6                          | 9.6                           | 7.2                           | 6.1                           | 115.1                         |
| 平均月間日照時間                   | 163.5                         | 159.2                         | 187.3                         | 192.7                         | 199.0                         | 152.8                         | 151.2                         | 171.2                         | 131.2                         | 139.4                         | 146.3                         | 158.1                         | 1,952                         |
| 出典1：Japan Meteorological Agency |                               |                               |                               |                               |                               |                               |                               |                               |                               |                               |                               |                               |                               |
| 出典2：気象庁                      |                               |                               |                               |                               |                               |                               |                               |                               |                               |                               |                               |                               |                               |

## 歴史
- 1889年（明治22年）4月1日 - 町村制施行に伴い、（旧）石川郡石川町が発足。
- 太平洋戦争中には原子爆弾の材料となるウラン鉱石の採石地として知られた。勤労動員で多くの学生により採掘されたが、戦後にGHQにより回収された。
- 1934年（昭和9年）12月4日 - 水郡線の磐城棚倉駅から川東駅間の開業に伴い、町内に磐城石川駅、野木沢駅が開業。
- 1953年（昭和28年）5月18日 - 国道118号が制定。
- 1955年（昭和30年）3月31日 - （旧）石川町、沢田村、野木沢村、母畑村、中谷村、山橋村が合併し、（新）石川町が誕生。
- 1960年（昭和35年）9月8日 - 町内の山林にアメリカ軍横田基地所属の気象観測機が墜落。乗員11人全員が死亡[2]。
- 2006年（平成18年）7月 - 町職員の採用を巡り、当時の町長や町議ら5人が逮捕される贈収賄事件が起きた[3]。
- 2013年（平成25年）3月13日 - 明治時代から約120年続いた石川家畜市場が閉鎖。福島第一原子力発電所事故以後に風評被害などで子牛の取引価格が下がり、廃業や規模縮小をする畜産農家が出たことで市場経営が立ち行かなくなったため[4]。
- 2024年（令和6年）4月30日 - 石川町が発注する道路工事をめぐり、町長の塩田金次郎と町内の建設業者が官製談合防止法違反と競売入札妨害の疑いで逮捕された[5]。

### 行政区域の変遷
- 変遷の年表

| 石川町町域の変遷（年表） | 石川町町域の変遷（年表） | 石川町町域の変遷（年表） |
| 年                       | 月日                     | 現石川町町域に関連する行政区域変遷 |
| ------------------------ | ------------------------ | --- |
| 1889年（明治22年）       | 4月1日                   | 町村制施行により、以下の町村がそれぞれ発足。 - 石川町 ← 石川村単独で町制施行 - 沢田村 ← 沢井村・赤羽村・新屋敷村 - 野木沢村 ← 中野村・曲木村・塩沢村 - 母畑村 ← 母畑村・湯郷渡村・北山村 - 中谷村 ← 双里村・形見村・谷沢村・谷地村・坂路村・中田村 - 山橋村 ← 山形村・板橋村・南山形村・北山形村・山白石村 |
| 1893年（明治26年）       | 2月3日                   | 山橋村の一部（山白石）が分立し山白石村が発足。 |
| 1955年（昭和30年）       | 3月31日                  | 石川町・沢田村・野木沢村・母畑村・中谷村・山橋村が合併し石川町が発足。 |
| 1970年（昭和45年）       |                          | 西白河郡中島村の一部（滑津の一部）は石川町に編入。 |

- 変遷表

| 石川町町域の変遷表 | 石川町町域の変遷表 | 石川町町域の変遷表 | 石川町町域の変遷表  | 石川町町域の変遷表 | 石川町町域の変遷表                          | 石川町町域の変遷表 | 石川町町域の変遷表 |
| 1868年 以前        | 1868年 以前        | 1868年 以前        | 明治元年 - 明治22年 | 明治22年 4月1日    | 明治22年 - 昭和64年                         | 平成元年 - 現在    | 現在               |
| ------------------ | ------------------ | ------------------ | ------------------- | ------------------ | ------------------------------------------- | ------------------ | ------------------ |
| 石川郡             |                    | 下泉町村           | 明治7年 石川村      | 石川町             | 昭和30年3月31日 石川町                      | 石川町             | 石川町             |
| 石川郡             | 内槇村             |                    | 明治7年 石川村      | 石川町             | 昭和30年3月31日 石川町                      | 石川町             | 石川町             |
| 石川郡             | 外槇村             |                    | 明治7年 石川村      | 石川町             | 昭和30年3月31日 石川町                      | 石川町             | 石川町             |
| 石川郡             | 高田町村           |                    | 明治7年 石川村      | 石川町             | 昭和30年3月31日 石川町                      | 石川町             | 石川町             |
| 石川郡             |                    | 沢井村             | 沢井村              | 沢田村             | 昭和30年3月31日 石川町                      | 石川町             | 石川町             |
| 石川郡             | 赤羽村             |                    |                     | 沢田村             | 昭和30年3月31日 石川町                      | 石川町             | 石川町             |
| 石川郡             | 新屋敷村           |                    |                     | 沢田村             | 昭和30年3月31日 石川町                      | 石川町             | 石川町             |
| 石川郡             |                    | 中野村             | 中野村              | 野木沢村           | 昭和30年3月31日 石川町                      | 石川町             | 石川町             |
| 石川郡             | 曲木村             |                    |                     | 野木沢村           | 昭和30年3月31日 石川町                      | 石川町             | 石川町             |
| 石川郡             | 塩沢村             |                    |                     | 野木沢村           | 昭和30年3月31日 石川町                      | 石川町             | 石川町             |
| 石川郡             |                    | 母畑村             | 母畑村              | 母畑村             | 昭和30年3月31日 石川町                      | 石川町             | 石川町             |
| 石川郡             | 湯郷渡村           |                    |                     | 母畑村             | 昭和30年3月31日 石川町                      | 石川町             | 石川町             |
| 石川郡             | 北山村             |                    |                     | 母畑村             | 昭和30年3月31日 石川町                      | 石川町             | 石川町             |
| 石川郡             |                    | 双里村             | 双里村              | 中谷村             | 昭和30年3月31日 石川町                      | 石川町             | 石川町             |
| 石川郡             | 形見村             |                    |                     | 中谷村             | 昭和30年3月31日 石川町                      | 石川町             | 石川町             |
| 石川郡             | 谷沢村             |                    |                     | 中谷村             | 昭和30年3月31日 石川町                      | 石川町             | 石川町             |
| 石川郡             | 谷地村             |                    |                     | 中谷村             | 昭和30年3月31日 石川町                      | 石川町             | 石川町             |
| 石川郡             | 坂路村             |                    |                     | 中谷村             | 昭和30年3月31日 石川町                      | 石川町             | 石川町             |
| 石川郡             |                    | 中田村             | 明治9年 中田村      | 中谷村             | 昭和30年3月31日 石川町                      | 石川町             | 石川町             |
| 石川郡             | 上中田村           |                    | 明治9年 中田村      | 中谷村             | 昭和30年3月31日 石川町                      | 石川町             | 石川町             |
| 石川郡             |                    | 山形村             | 山形村              | 山橋村 の一部      | 昭和30年3月31日 石川町                      | 石川町             | 石川町             |
| 石川郡             | 板橋村             |                    |                     | 山橋村 の一部      | 昭和30年3月31日 石川町                      | 石川町             | 石川町             |
| 石川郡             | 南山形村           |                    |                     | 山橋村 の一部      | 昭和30年3月31日 石川町                      | 石川町             | 石川町             |
| 石川郡             | 北山形村           |                    |                     | 山橋村 の一部      | 昭和30年3月31日 石川町                      | 石川町             | 石川町             |
| 西白河郡           |                    | 滑津村の一部       | 滑津村の一部        | 滑津村の一部       | 昭和30年1月1日 中島村 昭和45年 石川町に編入 | 石川町             | 石川町             |

## 行政

### 歴代町長
- 渡辺一雄 - 1955年（昭和30年）4月30日就任。1959年（昭和34年）4月29日退任[8]。
- 吉田嘉重 - 1959年（昭和34年）4月30日就任。1967年（昭和42年）4月29日退任[8]。
- 鈴木秀次 - 1967年（昭和42年）4月30日就任。1979年（昭和54年）4月29日退任[8]。
- 有賀博 - 1979年（昭和54年）4月30日就任。1990年（平成2年）10月22日退任[8]。
- 西牧立博 - 1990年（平成2年）11月25日就任。1993年（平成5年）11月22日退任[8]。
- 鈴木信夫 - 1993年（平成5年）12月19日就任。1997年（平成9年）12月18日退任[8]。
- 西牧立博 - 1997年（平成9年）12月19日就任。2006年（平成18年）7月31日退任[8]。
- 加納武夫 - 2006年（平成18年）9月10日就任。2018年（平成30年）9月9日退任。
- 塩田金次郎 - 2018年（平成30年）9月10日就任。2024年（令和6年）5月17日退任。
- 首藤剛太郎 - 2024年（令和6年）6月30日就任。在任中。

## 経済
主な工場
- 日創プロニティ福島工場
- 加ト吉水産フーズ部福島工場

主な商業施設
- メガステージ石川
- ビバホーム
- マツヤデンキ
- ツルハ
- リオンドール
- カワチ薬品（旧エコスハイマート→わしお跡地）

### 統計
- 総人口 - 18,921人（2005年）
- 世帯数 - 5,483世帯（2005年）
- 年少（15歳未満）人口率 - 13.3％（2005年）
- 高齢（65歳以上）人口率 - 25.6％（2005年）
- 昼間人口 - 20,140人（2000年）
- 労働力人口 - 10,566人（2000年）
- 第1次産業就業者数 - 1,310人（2000年）
- 第2次産業就業者数 - 4,186人（2000年）
- 第3次産業就業者数 - 4,659人（2000年）
- 農業産出額 - 3,290百万円（2004年）
- 製造品出荷額等 - 30,422百万円（2004年）
- 商業年間商品販売額 - 20,783百万円（2003年）

出典
1. 総務省統計局『統計で見る市区町村のすがた2007』2007年

## 施設
- 石川警察署
- 石川郵便局（集配局）
- 母畑郵便局
- 石川新町郵便局
- 沢田郵便局
- 野木沢郵便局
- 石川駅前通郵便局
- 矢造簡易郵便局
- 中谷簡易郵便局
- 山橋簡易郵便局
- 板橋簡易郵便局
- 文教福祉複合施設 モトガッコ - 旧石川町立石川小学校の校舎をリノベした複合施設。
  - 石川町立図書館
- 石川町立歴史民俗資料館 イシニクル - 2024年（令和6年）4月27日に移転開館。

## 教育

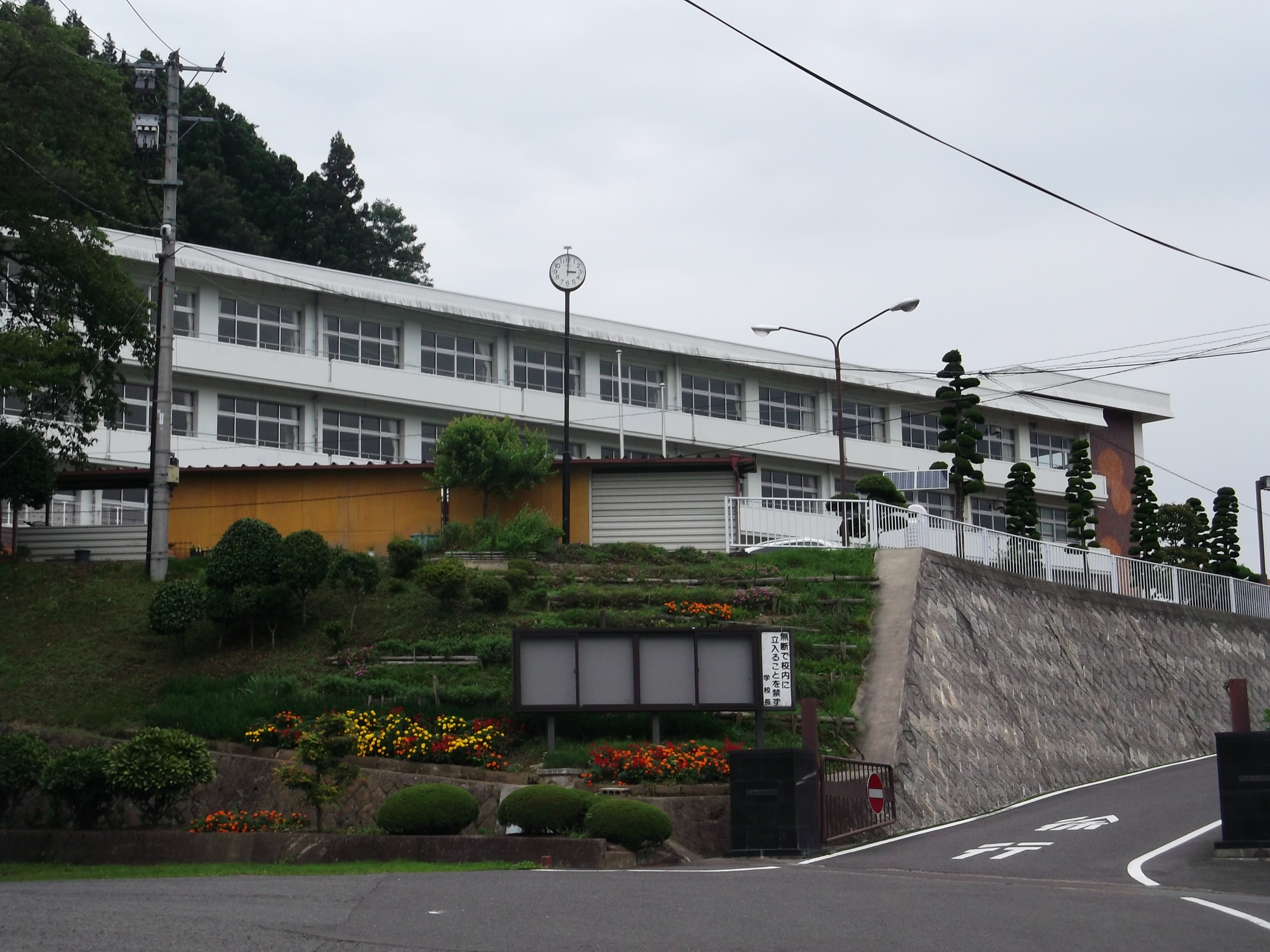
福島県立石川高等学校

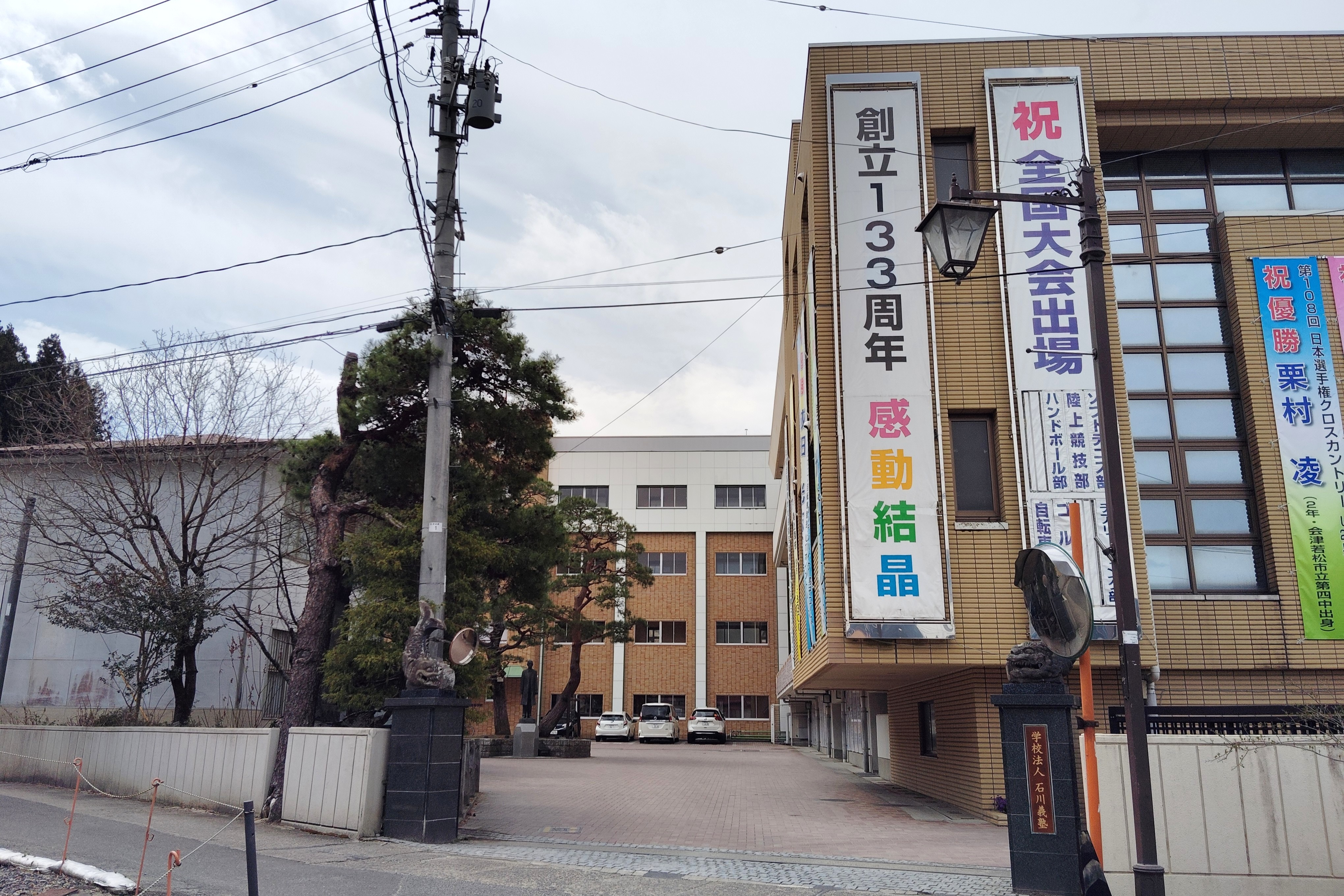
学校法人石川高等学校

### 高校
- 福島県立石川高等学校
- 学校法人石川高等学校

### 中学校
- 石川町立石川中学校
- 石川義塾中学校

### 小学校
- 石川町立石川小学校 - 2015年（平成27年）4月には（旧）石川町立石川小学校、石川町立母畑小学校、石川町立中谷第一小学校、石川町立中谷第二小学校、 石川町立山形小学校、石川町立南山形小学校の6校が統合され、（新）石川町立石川小学校が開校した。2022年4月には石川町立沢田小学校が石川小学校に統合され、2025年4月1日に石川町立野木沢小学校が統合された。

### 特別支援学校
- 福島県立石川支援学校

## 交通

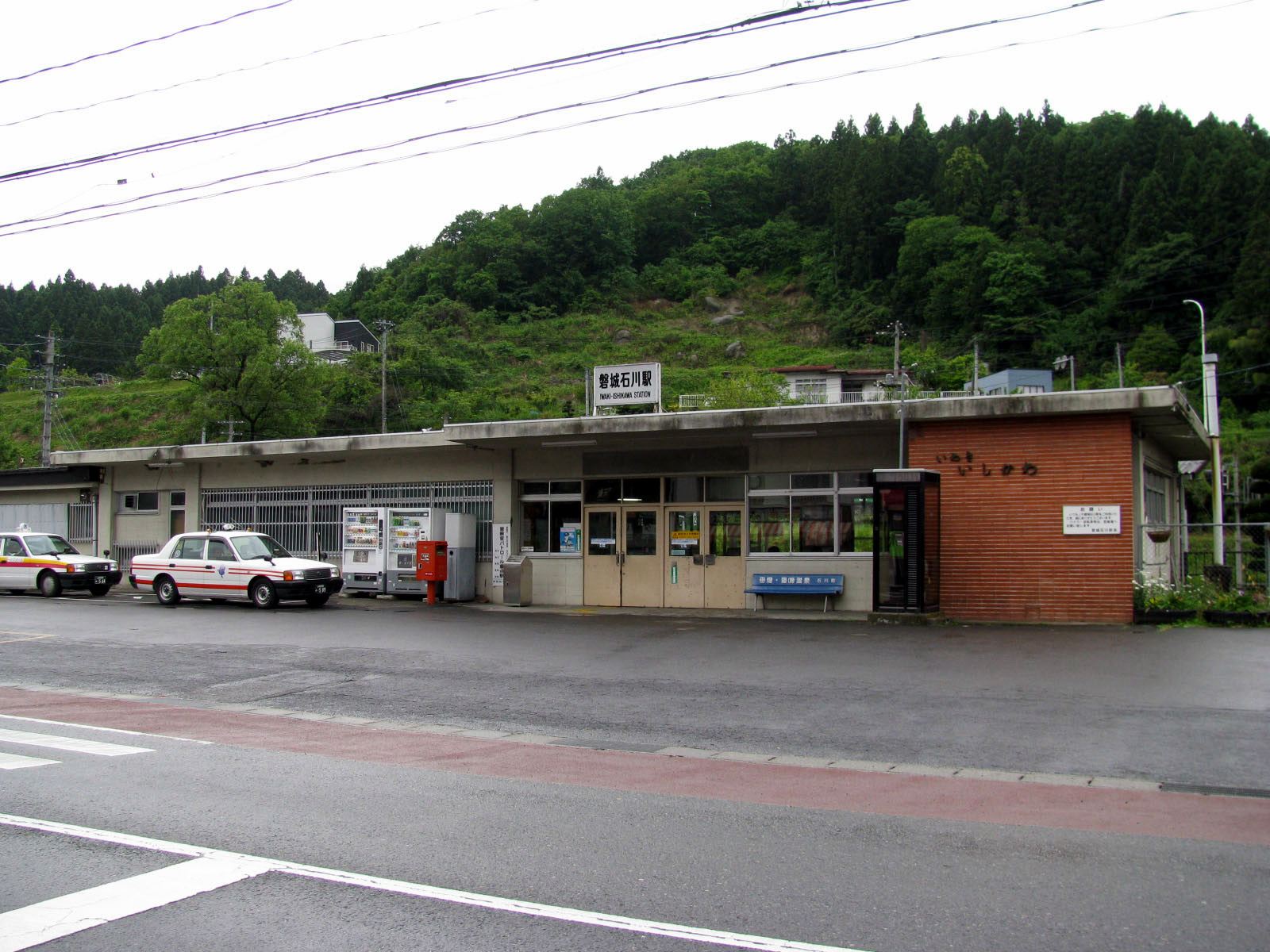
磐城石川駅

町内で国道118号（旧・石川街道、水戸街道）と福島県道11号白河石川線・福島県道14号いわき石川線（旧・御斉所街道）が交差しており、またJR水郡線が南北に走る。北隣の玉川村までいけば、福島空港や、あぶくま高原道路から東北自動車道などが利用できる。

### 鉄道
- 東日本旅客鉄道（JR東日本）
  - 水郡線
    - 磐城石川駅 - 野木沢駅

### 路線バス
- 福島交通 ※町内に石川出張所が設置されている。

### 道路
- 一般国道
  - 国道118号
- 主要地方道
  - 福島県道11号白河石川線
  - 福島県道14号いわき石川線
  - 福島県道40号飯野三春石川線
  - 福島県道42号矢吹小野線（あぶくま高原道路）
    - 石川母畑IC

  - 福島県道63号古殿須賀川線
- 一般県道
  - 福島県道106号石川矢吹線
  - 福島県道138号母畑須賀川線
  - 福島県道139号母畑白河線
  - 福島県道140号石川鴇子線
  - 福島県道274号赤坂西野石川線
  - 福島県道276号浅川古殿線
  - 福島県道284号曲木中野目線

## 名所・旧跡・観光スポット

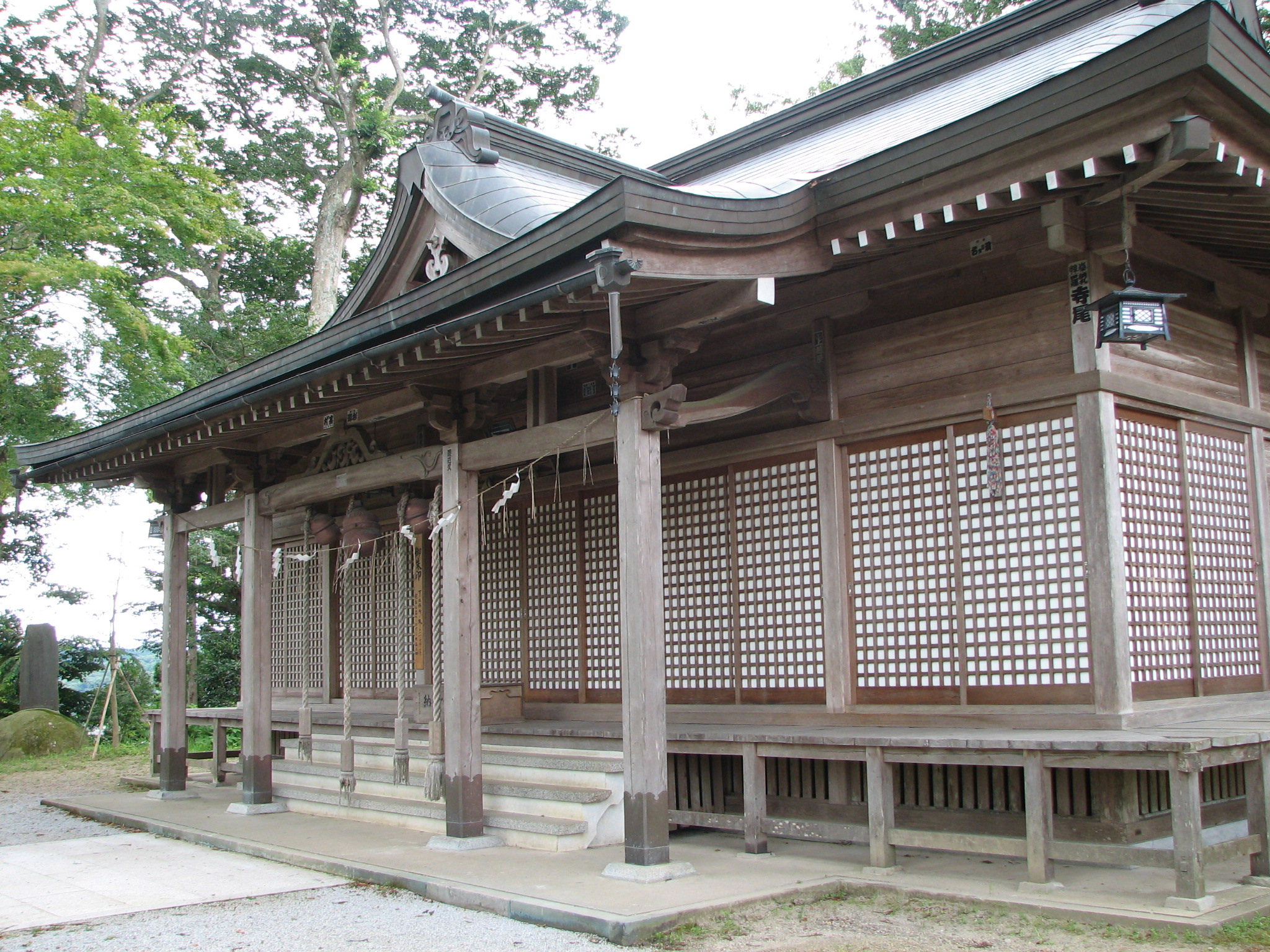
石都々古和気神社

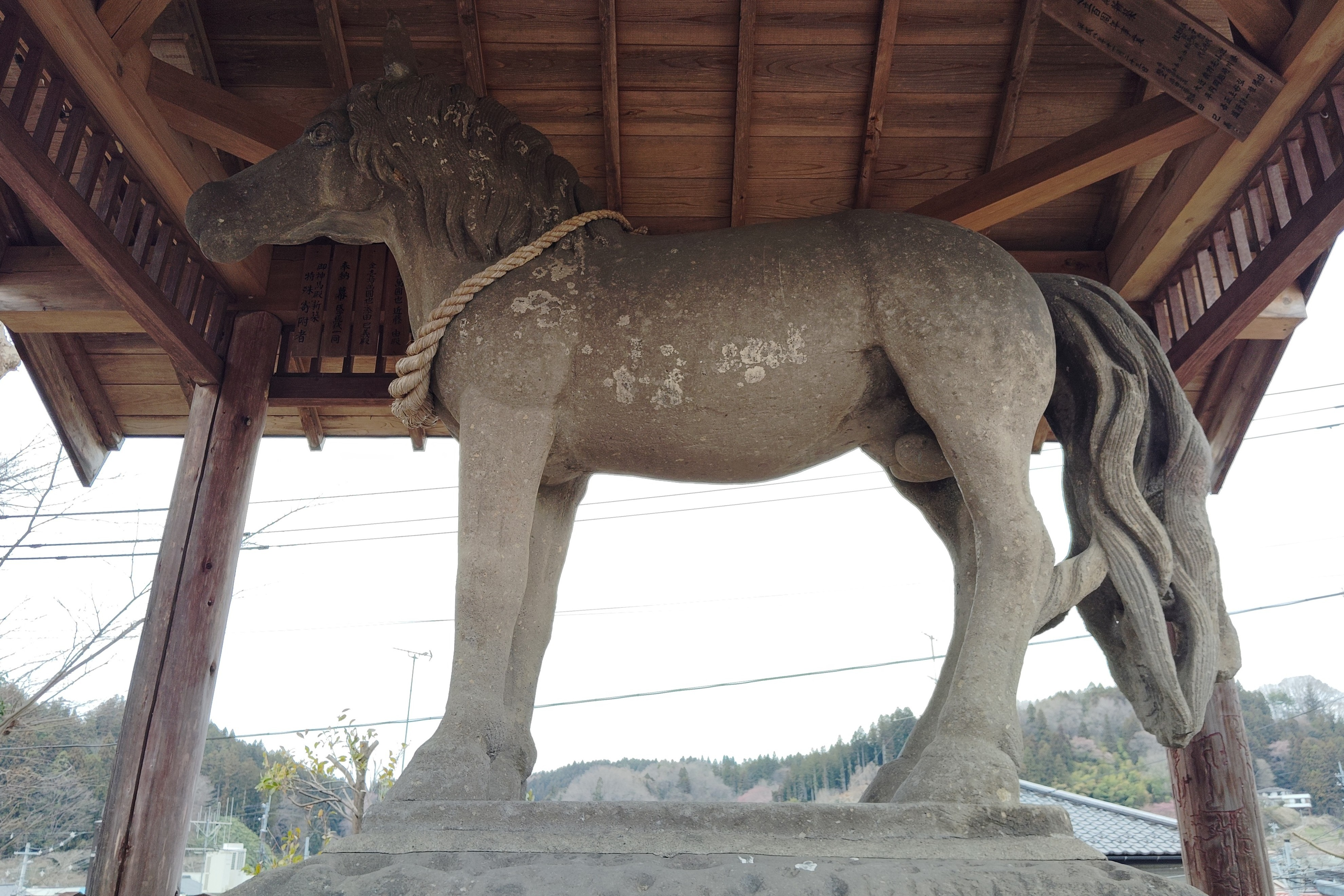
近津神社の石造神馬

- 石都々古和気神社 - 式内社。旧郷社。陸奥国一宮を称する。「石都々古和気神社の鰐口」が福島県指定文化財。小林和平作の「石都々古和気神社の狛犬」などが石川町指定文化財。
- 近津神社 - 小松寅吉作の「近津神社の石造神馬」が石川町指定文化財。
- 石陽社記念碑 - 石尊山公園内にある石碑。自由民権運動の功績を称える。
- 鈴木重謙屋敷 - 文化4年（1807年）竣工の大庄屋の邸宅。
- 小和清水
- 母畑温泉
- 猫啼温泉
- 片倉温泉
- 塩ノ沢温泉
- 母畑レークサイドセンター
- 石尊山公園 - 石陽社記念碑やライトアップされた「光の塔」などがあり町を一望できる高台の公園。

## 祭事・催事
- 石川桜祭り
- 石川きらら夏まつり
- 石都々古和気神社例大祭 - 見所は最終日の夕刻。御上がりになる御神体を迎え、各町の神輿や屋台、山車が神前橋に集結。この瞬間、石川町の祭り熱は一気に上昇する。全ての祭礼が終了すると、南町のクリスタルロードにて石都祭盛会が主催するお神輿パレードが盛大に執り行われる。
- 八槻市

## 著名な出身者
- 渋谷直蔵 - 政治家。衆議院議員。
- 若松謙維 - 公認会計士・政治家。参議院議員、衆議院議員。総務副大臣。
- 塩田金次郎 - 政治家。石川町長。
- 小松寅吉 - 石工。
- 小林和平 - 石工。
- 鹿岡円平 - 海軍軍人。東条英機内閣総理秘書官。巡洋艦「那智」艦長。
- 滝川一夫 - 自転車競技選手・指導者。ソウルオリンピック出場。
- 深谷かほる - 漫画家。代表作は『ハガネの女』。
- 深谷陽 - 漫画家。
- 桑沢篤夫 - 漫画家。
- 津山洋子 - 歌手[9]。
- 酒井俊幸 - 陸上競技選手・指導者。東洋大学陸上競技部駅伝監督。
- 谷賢一 - 劇作家・演出家・翻訳家。